# Глен Алпајн (Северна Каролина)
Глен Алпајн (енгл. Glen Alpine) град је у америчкој савезној држави Северна Каролина.

## Демографија
По попису из 2010. године број становника је 1.517, што је 427 (39,2%) становника више него 2000. године.
| Група             | 2000.       | 2010.         |
| Белци             | 886 (81,3%) | 1.316 (86,8%) |
| Афроамериканци    | 42 (3,9%)   | 49 (3,2%)     |
| Азијати           | 147 (13,5%) | 88 (5,8%)     |
| Хиспаноамериканци | 8 (0,7%)    | 33 (2,2%)     |
| Укупно            | 1.090       | 1.517         |